# Harib Al-Maazmi
Harib Abdalla Suhail Al Musharrkh Al-Maazmi (arab. حارب عبد الله سهيل المازمي; ur. 26 listopada 2002 w Szardży) – emiracki piłkarz grający na pozycji skrzydłowego w klubie Shabab Al-Ahli Dubaj oraz reprezentacji Zjednoczonych Emiratów Arabskich.

## Kariera
Al-Maazmi jest wychowankiem Shabab Al-Ahli Dubaj. W 2019 zadebiutował w seniorskiej drużynie. Z klubem wygrał Puchar Prezydenta ZEA, Puchar Ligi ZEA oraz Superpuchar ZEA.
W reprezentacji Zjednoczonych Emiratów Arabskich zadebiutował 12 października 2020 w meczu z Uzbekistanem. Pierwszą bramkę strzelił 29 marca 2022 w wygranym 1:0 starciu z Koreą Południową.